# Craspedosis uniplaga
Craspedosis uniplaga là một loài bướm đêm trong họ Geometridae.